# Liste der Justizminister von Mecklenburg-Vorpommern
Liste der Justizminister von Mecklenburg-Vorpommern.

## Justizminister Mecklenburg-Vorpommern (seit 1990)
| Name                                                      | Amtsantritt                                            | Kabinett                                               | Partei                                                 |
| Minister für Justiz, Bundes- und Europaangelegenheiten    | Minister für Justiz, Bundes- und Europaangelegenheiten | Minister für Justiz, Bundes- und Europaangelegenheiten | Minister für Justiz, Bundes- und Europaangelegenheiten |
| --------------------------------------------------------- | ------------------------------------------------------ | ------------------------------------------------------ | ------------------------------------------------------ |
| Ulrich Born                                               | 28. Oktober 1990                                       | Gomolka                                                | CDU                                                    |
| Alfred Gomolka (kommissarisch)                            | 15. März 1992                                          | Gomolka                                                | CDU                                                    |
| Herbert Helmrich                                          | 19. März 1992                                          | Seite I                                                | CDU                                                    |
| Minister für Justiz                                       |                                                        |                                                        |                                                        |
| Rolf Eggert                                               | 8. Dezember 1994                                       | Seite II                                               | SPD                                                    |
| Minister für Justiz und Europaangelegenheiten             |                                                        |                                                        |                                                        |
| Rolf Eggert                                               | 7. Mai 1996                                            | Seite II                                               | SPD                                                    |
| Minister für Justiz                                       |                                                        |                                                        |                                                        |
| Harald Ringstorff                                         | 3. November 1998                                       | Ringstorff I                                           | SPD                                                    |
| Erwin Sellering                                           | 20. September 2000 6. November 2002                    | Ringstorff I Ringstorff II                             | SPD                                                    |
| Uta-Maria Kuder                                           | 7. November 2006 6. Oktober 2008 25. Oktober 2011      | Ringstorff III Sellering I Sellering II                | CDU                                                    |
| Katy Hoffmeister                                          | 1. November 2016 4. Juli 2017                          | Sellering III Schwesig I                               | CDU                                                    |
| Minister für Justiz, Gleichstellung und Verbraucherschutz |                                                        |                                                        |                                                        |
| Jacqueline Bernhardt                                      | 15. November 2021                                      | Schwesig II                                            | Die Linke                                              |